# Czterech jeźdźców Apokalipsy (film 1962)
Czterech jeźdźców Apokalipsy (ang. The 4 Horsemen of the Apocalypse) – amerykański dramat wojenny z 1962 roku w reżyserii Vincente Minnellego, zrealizowany na podstawie powieści Vicente Blasco Ibáñeza.

## Główne role
- Glenn Ford – Julio Desnoyers
- Ingrid Thulin – Marguerite Laurier
- Charles Boyer – Marcelo Desnoyers
- Lee J. Cobb – Julio Madariaga
- Paul Lukas – Karl von Hartrott
- Yvette Mimieux – Chi Chi Desnoyers
- Karlheinz Böhm – Heinrich von Hartrott
- Paul Henreid – Etienne Laurier
- Harriet E. MacGibbon – Dona Luisa Desnoyers
- Kathryn Givney – Elena von Hartrott
- Marcel Hillaire – Armand Dibier
- George Dolenz – Gen. von Kleig
- Stephen Bekassy – Płk Kleinsdorf
- Nestor Paiva – Miguel
- Albert Rémy – François

## Fabuła
Dwie bogate rodziny argentyńskie Desnoyers i Laurier zbierają się, by powitać Heinricha, który powraca z Niemiec po latach nauki. Obie są w szoku, gdy dowiadują się, że Heinrich rzucił studia medyczne i wstąpił do NSDAP. Jego kuzyn, Marcelo jest lekkoduchem, który nie interesuje się polityką. Kiedy wybucha II wojna światowa, Heinrich wstępuje do armii niemieckiej, a Julio wyrusza do Europy walczyć z nazizmem.